# Ahmed Fathy
Ahmed Fathy, ibland stavat Fathi, född 10 november 1984 i Banha, är en egyptisk fotbollsspelare som sedan 2015 spelar för Al-Ahly och Egyptens landslag. För sitt land har han gjort över 100 landskamper och varit med och vunnit Afrikanska mästerskapet tre gånger.

## Karriär
Ahmed Fathy startade sin karriär i Ismaily innan han 2007 blev värvad av engelska Sheffield United. Fathy spelade under våren mot både Tottenham Hotspur och Liverpool men hade svårt att slå in sig i laget och såldes i september samma år till Al-Ahly.
Då Al-Ahly värvade Fathy utanför transferfönstret så kunde han inte spela för klubben under hösten och lånades då ut till kuwaitiska Kazma. Under de fyra första åren i Al-Ahly så var han med om att vinna Egyptiska Premier League fyra gånger samt CAF Champions League under 2008.
I januari 2013 lånades Fathy ut till Hull City tillsammans med sin lagkamrat Gedo till slutet av säsongen 2012-13. Han spelade senare en säsong för qatariska Umm Salal innan han återvände till Al-Ahly under 2015.

## Meriter
Ismaily
- Egyptiska Premier League: 2002

Al-Ahly
- Egyptiska Premier League: 2008, 2009, 2010, 2011, 2014, 2016, 2017
- Egyptiska supercupen: 2008, 2010, 2011, 2014
- CAF Champions League: 2008, 2012, 2013
- CAF Super Cup: 2009, 2013, 2014

Egypten
- Afrikanska mästerskapet: 2006, 2008, 2010